# Mr. Saturday Night (musical)
Mr. Saturday Night és un musical amb música de Jason Robert Brown, lletres d'Amanda Green i un llibret de Billy Crystal, Lowell Ganz i Babaloo Mandel, basat en la pel·lícula de 1992. Es va estrenar a la Barrington Stage Company l'octubre de 2021. El musical es va traslladar a Broadway, estrenant-se el 27 d'abril de 2022 al Nederlander Theatre.

## Historial de producció
El musical es va estrenar a la Barrington Stage Company de Massachusetts el 22 d'octubre de 2021, per una estada limitada fins al 30 d'octubre.

La producció va començar les preestrenes a Broadway al Nederlander Theatre el 29 de març de 2022, abans de l'estrena oficial el 27 d'abril. El 17 de juliol de 2022, la producció va anunciar el seu tancament el 4 de setembre de 2022, després de 28 prèvies i 116 actuacions.

## Sinopsi
Mr. Saturday Night és la història de Buddy Young Jr., un comediant que va ser famós durant els primers dies de la televisió a base d'acudits ofensius. Ara, quaranta anys després que arribés al cim, Buddy vol agafar una darrera oportunitat per recuperar els focus i la seva família, en un hilarant pas a pas.

## Números musicals
| Barrington Stage (2021) [ 3 ] I Acte "Mr. Saturday Night" – Buddy's Singers "A Little Joy" – Buddy "The Living Room" – Abie & Stan "There’s a Chance" – Susan "That Guy" – Buddy "At Farber’s" – Farber & Ensemble "Until Now" – Buddy, Elaine & Stan "Timing" – Buddy, Howie, Will & Ronnie "What If I Said?" – Annie "Unbelievable" – Companyia II Acte "Maybe It Starts With Me" – Susan "Tahiti" – Elaine "My Wonderful Pain" – Elaine & Buddy "Broken" – Stan "Any Man But Me" – Buddy "Stick Around" – Susan, Elaine, Buddy, Annie & Companyia | Broadway (2022) [ 4 ] I Acte "We're Live" – Bobby, Joey, & Lorraine "A Little Joy" – Buddy "There's a Chance" – Susan "I Still Got It" – Buddy & Stan "At Farber's" – Farber, Ramon, & Rebekah "Buddy's First Act" – Buddy, Elaine, & Stan "Until Now" – Buddy, Elaine, & Stan "Timing" – Buddy, Bobby, Joey, & Lorraine "What If I Said?" – Annie "Unbelievable" – Companyia II Acte "What's Playin' at the Movies" – Bobby, Joey, & Lorraine "Maybe It Starts With Me" – Susan "Tahiti" – Elaine "My Wonderful Pain" – Elaine & Buddy "Broken" – Stan "Any Man But Me" – Buddy "Stick Around" – Susan, Elaine, Buddy, Annie, & Companyia |

## Personatges i repartiment
| Character                                         | Barrington Stage (2021) | Broadway (2022) |
| ------------------------------------------------- | ----------------------- | --------------- |
| Buddy Young, Jr.                                  | Billy Crystal           | Billy Crystal   |
| Elaine Young                                      | Randy Graff             | Randy Graff     |
| Stan Yankelman                                    | David Paymer            | David Paymer    |
| Susan Young                                       | Alysha Umphress         | Shoshana Bean   |
| Annie Wells                                       | Chasten Harmon          | Chasten Harmon  |
| Joey/Farber/Dr. Jeff/Elderly Actor & Others       | Jordan Gelber           | Jordan Gelber   |
| Bobby/Mr. Jacovitti/Ramon/Larry Myereson & Others | Brian Gonzales          | Brian Gonzales  |
| Lorraine/NBC Page/Lucille/Karen & Others          | Mylinda Hull            | Mylinda Hull    |

## Recepció
L'obra es va estrenar oficialment el 27 d'abril de 2022 amb molts noms de la indústria que van assistir a la nit d'obertura, com Steve Martin, Martin Short, Tina Fey, Jimmy Fallon, Bryan Cranston, i Alex Borstein.
L'espectacle va rebre crítiques positives de la crítica, especialment per l'animada actuació de Crystal. El The New York Times va elogiar l'escriptura de l'actuació de Crystal: "Crystal està totalment en el seu element actuant en directe... És un plaer veure'l". El crític Adam Feldman de Time Out va escriure: "Segons els estàndards de Broadway, Mr. Saturday és un petit espectacle modest... Però ofereix exactament el que promet: Crystal, completament en el seu element, amb una multitud que està més que feliç de comprar el que ell està venent". Variety el va anomenar "l'espectacle més divertit de Broadway en anys, si no el més agradable." Peter Marks de The Washington Post va descriure l'espectacle com "un musical de Broadway esvelt però agradable" en què les bromes "són divertides de la vella escola, polides i amb un cronometratge impecable".

## Premis i nominacions
| Any  | Premi                      | Categoria                                                 | Nominat(s)                                           | Resultat |
| ---- | -------------------------- | --------------------------------------------------------- | ---------------------------------------------------- | -------- |
| 2022 | Premis Drama Desk          |                                                           |                                                      |          |
| 2022 | Premis Drama Desk          | Actor més destacat a un musical                           | Billy Crystal                                        | Nominat  |
| 2022 | Premis Drama Desk          | Llibret de musical més destacat                           | Billy Crystal, Lowell Ganz, and Babaloo Mandel       | Nominat  |
| 2022 | Premis Drama Desk          | Lletres més destacades                                    | Amanda Green                                         | Nominat  |
| 2022 | Premi Drama League         | Musical de Broadway o de l'Off-Broadway més destacat      | Musical de Broadway o de l'Off-Broadway més destacat | Nominat  |
| 2022 | Premi Drama League         | Premi a l'actuació distingida                             | Billy Crystal                                        | Nominat  |
| 2022 | Premi Drama League         | Premi a l'actuació distingida                             | Shoshana Bean                                        | Nominat  |
| 2022 | Premi Outer Critics Circle | Musical de Broadway nou més destacat                      | Musical de Broadway nou més destacat                 | Nominat  |
| 2022 | Premi Outer Critics Circle | Actriu més destacada en un musical                        | Shoshana Bean                                        | Nominat  |
| 2022 | Premi Outer Critics Circle | Llibret de musical més destacat                           | Billy Crystal, Lowell Ganz i Babaloo Mandel          | Nominat  |
| 2022 | Premi Outer Critics Circle | Disseny de projecció/video més destacada (obra o musical) | Jeff Sugg                                            | Nominat  |
| 2022 | Premis Tony                | Millor musical                                            | Millor musical                                       | Nominat  |
| 2022 | Premis Tony                | Millor llibret                                            | Billy Crystal, Lowell Ganz, i Babaloo Mandel         | Nominat  |
| 2022 | Premis Tony                | Millor banda sonora                                       | Jason Robert Brown i Amanda Green                    | Nominat  |
| 2022 | Premis Tony                | Millor actor de musical                                   | Billy Crystal                                        | Nominat  |
| 2022 | Premis Tony                | Millor actriu de repartiment de musical                   | Shoshana Bean                                        | Nominat  |